# Estadio Hamilton Villalobos
El Estadio Hamilton Villalobos Briceño es un recinto deportivo ubicado en la ciudad de San Vito, en el cantón de Coto Brus, Puntarenas. 
Es la sede del equipo de Municipal Coto Brus, equipo de la Segunda División de Costa Rica.